# High Barnet (London Underground)

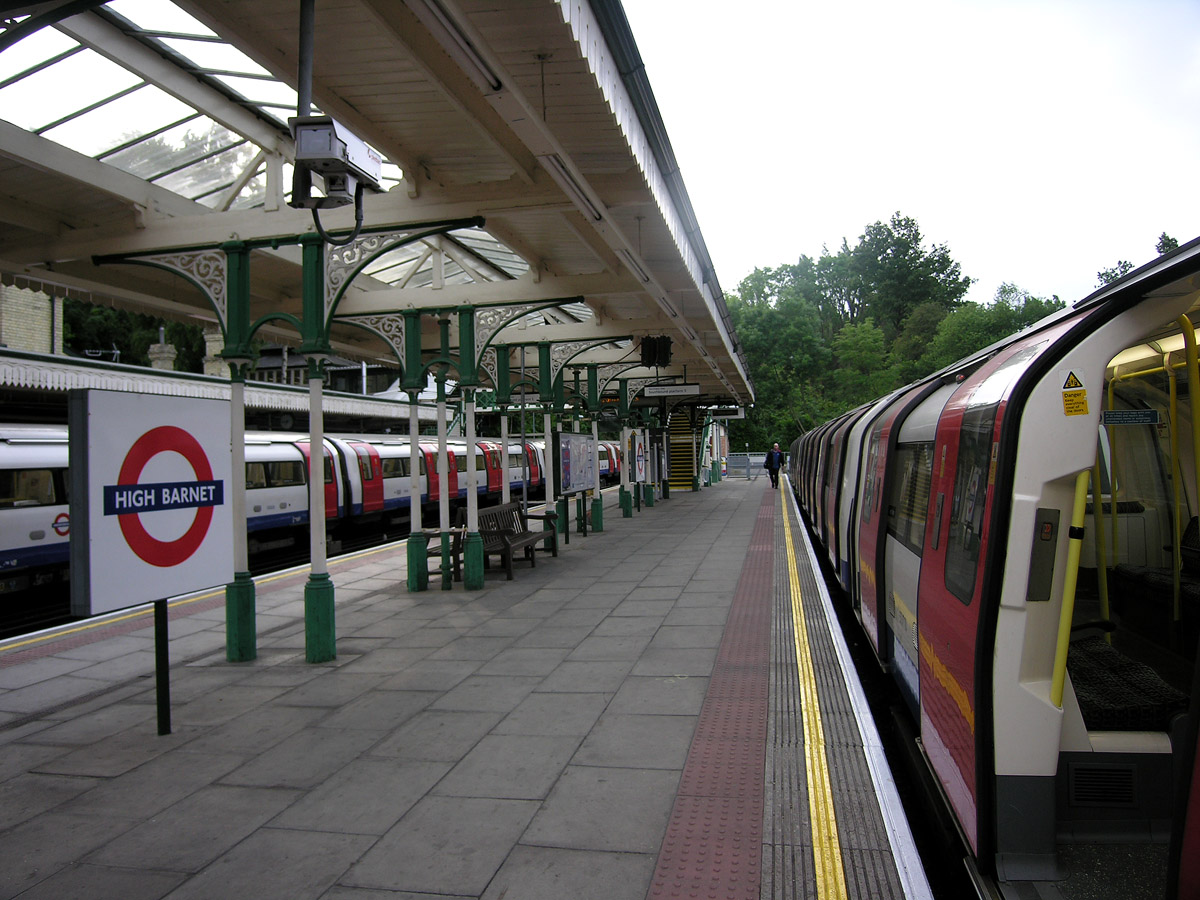
Bahnsteig

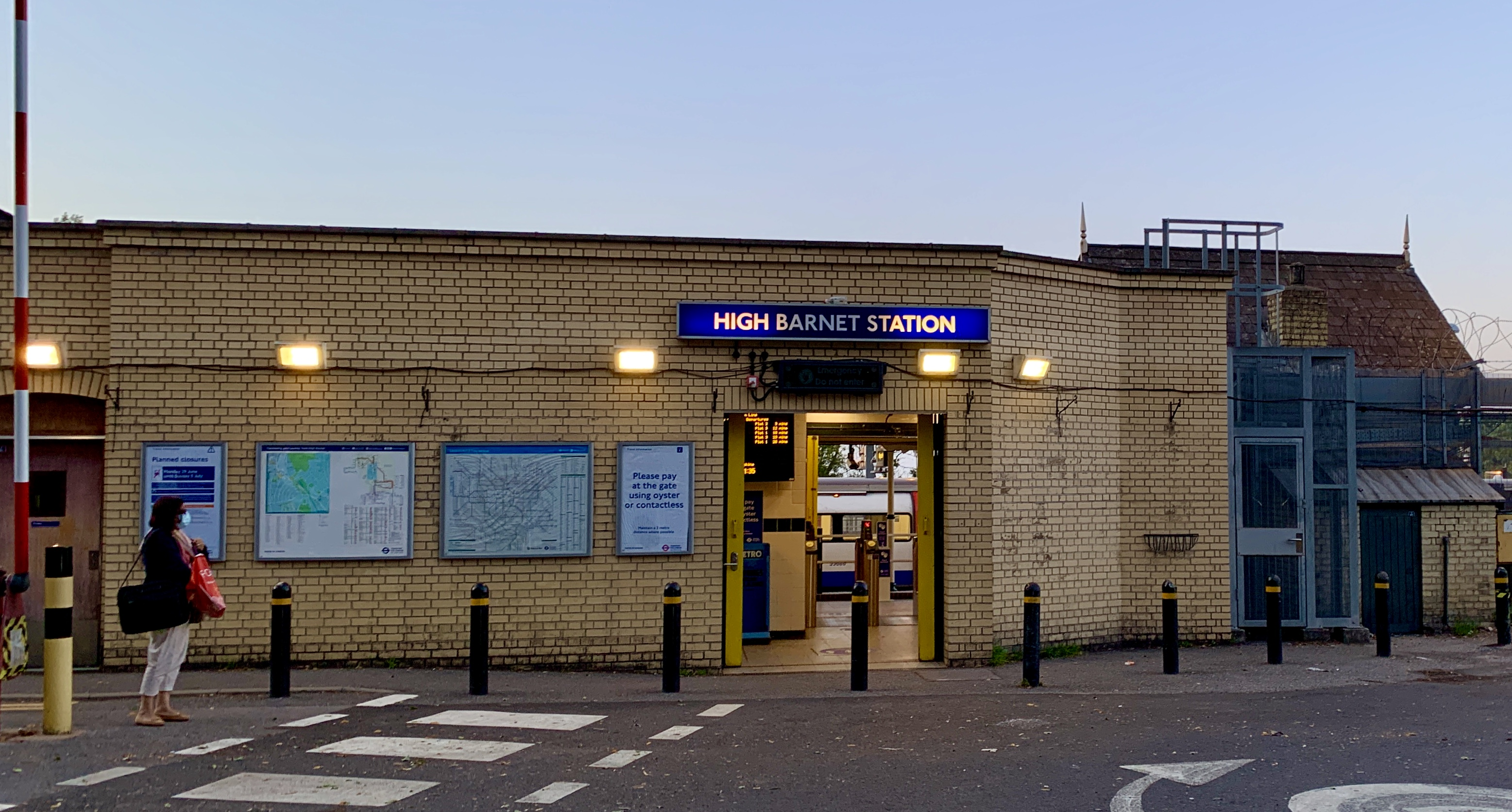
Stationsgebäude

High Barnet ist eine oberirdische Station der London Underground im Stadtbezirk London Borough of Barnet. Sie liegt in der Travelcard-Tarifzone 5 am Barnet Hill. Im Jahr 2013 nutzten 2,80 Millionen Fahrgäste diese von der Northern Line bediente Station. High Barnet ist die am nördlichsten gelegene Station der Northern Line, rund 16,4 km von Charing Cross entfernt.
Die Planungen für die Station gehen auf die Edgware, Highgate and London Railway (EH&LR) zurück, die 1867 von der Great Northern Railway (GNR) übernommen wurde. Die GNR eröffnete am 1. April 1872 die Eisenbahnlinie zwischen Finchley Central und High Barnet. Mit dem Railways Act 1921 vereinigte man sämtliche Bahngesellschaften des Landes zu vier großen Gesellschaften, die GNR ging dabei 1923 in der London and North Eastern Railway (LNER) auf. Im Rahmen des Northern Heights-Projekts wurde die Eisenbahnstrecke nach High Barnet in das Underground-Netz integriert. Der U-Bahn-Betrieb begann am 14. April 1940. Während kurzer Zeit befuhren sowohl U-Bahn als auch Eisenbahn die Strecke, der letzte Zug der LNER verkehrte im März 1941.